# 戈壁古爾班賽汗國家公園
43°48′10″N 101°35′23″E / 43.802729°N 101.589663°E

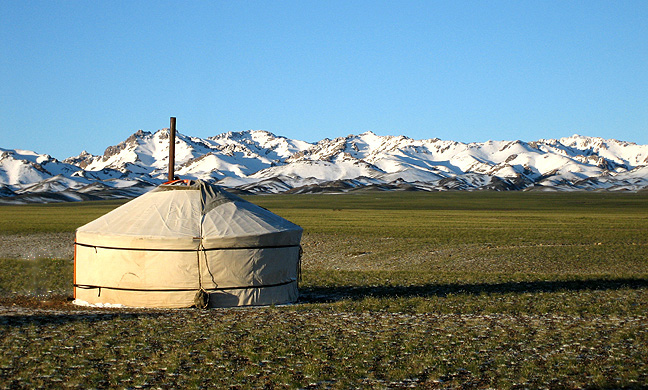

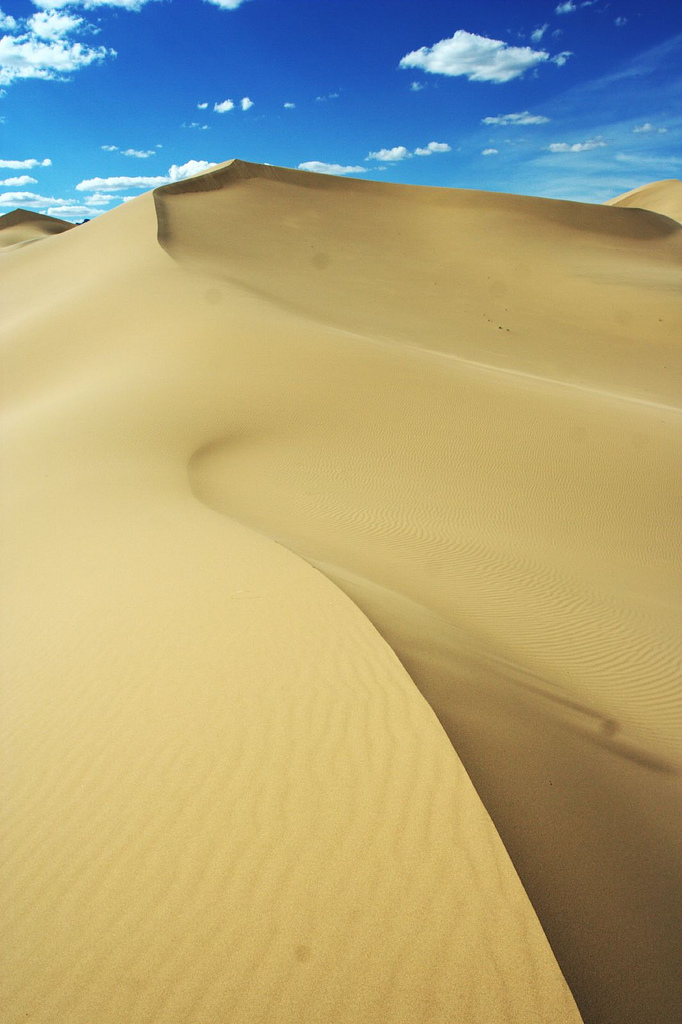

戈壁古爾班賽汗國家公園是蒙古國的國家公園，位於該國南部，處於南戈壁省，成立於1993年，面積27,000平方公里，有雪豹、雙峰駱駝等哺乳類動物棲息。